# Хелмненское воеводство
Хелмненское воеводство (лат. Palatinatus Culmensis, пол. Województwo chełmińskie) — административно-территориальная единица Королевства Польского и Речи Посполитой. Существовало в 1466—1793 годах.
Хелмненское воеводство было создано в 1466 году после Тринадцатилетней войны между Польским королевством и Тевтонским орденом (1454—1466). Входило в состав Великопольской провинции и принадлежало к региону Королевская Пруссия. Центр воеводства — город Хелмно. Возглавлялось хелминскими воеводами. Сеймик воеводства собирался в городе Ковалево.
Хелмненское воеводство имело 3 сенаторов в Сенате Речи Посполитой, делилось на две земли (Хелминскую и Михаловскую) и состояло из 7 поветов. Площадь воеводства — 4654 км². В 1793 года после Второго раздела Речи Посполитой Хелмненское воеводство было ликвидировано и присоединено к Прусскому королевству. Территория воеводства вошла в состав провинции Западная Пруссия.

## Административное деление
- Бродницкий повет — Бродница (Михаловская земля)
- Грудзёндзский повет — Грудзёндз (Хелминская земля)
- Ковальский повет — Ковалево (Хелминская земля)
- Новомястский повят — Нове-Място-Любавске (Михаловская земля)
- Радзинский повет — Радзынь (Хелминская земля)
- Торунский повет — Торунь (Хелминская земля)
- Хелмненский повет — Хелмно (Хелминская земля)